# 勝野七奈美
勝野 七奈美（かつの ななみ、本名：猪田 七奈美、1979年11月19日 - 2009年7月7日）は、日本の元歌手・モデル・ジュエリーデザイナー。

## 来歴
東京都出身。父は俳優の勝野洋。母はタレントのキャシー中島。女優・フラダンサーの勝野雅奈恵は妹。俳優の勝野洋輔は弟。名前の由来は、父・勝野洋の本名の六洋の六、母・キャシー中島の本名の八千代の八、「六」と「八」の間の「七」の数字を使って七奈美と名付けられた。
1998年、勝野雅奈恵とのペア写真集を発売し、芸能界デビュー（「NANAMI」の名でモデルとして、後にジュエリーデザイナーとしても活躍）。2008年11月、ヒップホップダンサーの猪田武と結婚。
2009年2月に咳が止まらないなどの体調不良があり、病院で検査を受けた所、肺癌（小細胞肺癌）が見つかる。その後入院し治療に専念したが、同年7月7日午前0時20分に死去。29歳没。戒名は「麗誉彩楽七宝大姉」。葬儀・告別式は千日谷会堂で執り行われ、喪主は夫の猪田が務めた。

## テレビ出演
- YOU&ME ふたり（1999年 - 2000年、NHK教育テレビ） - 司会

## 写真集
- デュオ — 勝野七奈美・雅奈恵写真集（1998年3月、竹書房）

## 関連番組
- タヒチアンダンスの夏～ふたりでひとり～（2012年9月30日、BS日テレ） - ドキュメンタリー番組。